# Paragaleodes pallidus
Espèce
Synonymes
- Galeodes pallidus Birula, 1890
- Mesogaleodes heliophilus Heymons, 1902

Paragaleodes pallidus est une espèce de solifuges de la famille des Galeodidae.

## Distribution
Cette espèce se rencontre en Ouzbékistan, au Turkménistan, au Kirghizistan et au Kazakhstan.

## Systématique et taxinomie
Cette espèce a été décrite sous le protonyme Galeodes pallidus par Birula en 1890. Elle est placée dans le genre Paragaleodes par Kraepelin en 1899.

## Publication originale
- Birula, 1890 : « Zur Kenntnis der russischen  Galeodiden. I-II. » Zoologischer Anzeiger, vol. 13, p. 204–209 (texte intégral).